# Super Bowl XXXIV
O Super Bowl XXXIV foi uma partida de futebol americano realizada no Georgia Dome em Atlanta, em 30 de janeiro de 2000, para decidir o campeão da National Football League (NFL) na temporada de 1999. O jogo colocou frente a frente os campeões da National Football Conference (NFC), o St. Louis Rams, e o da American Football Conference (AFC), o Tennessee Titans, com os Rams se sagrando campeões com uma vitória por 23 a 16 para conquistar seu primeiro Super Bowl e o primeiro título geral da franquia desde 1951. Até a presente data, este foi a última decisão de campeonato da NFL onde ambos os times buscavam seu primeiro título de Super Bowl.
O jogo contou com times retornando à pós-temporada após um período de dificuldades e realocações de cidade. Liderado pelo famoso ataque conhecido como The Greatest Show on Turf ("O Maior Show na Grama"), os Rams estavam disputando seu segundo Super Bowl, chegando na final com a melhor campanha da NFC com treze vitórias e três derrotas na temporada regular. Esta foi a primeira aparição numa pós-temporada desde 1989 e a primeira desde que eles realocaram sua franquia de Los Angeles para St. Louis. Os Titans também terminaram a temporada com treze vitórias e estavam chegando no seu primeiro Super Bowl, vindo como um time de wild card (repescagem). Na sua primeira temporada após a franquia se reorganizar em um novo nome (abandonando a alcunha de Oilers), os Titans estavam, no geral, em sua primeira aparição numa pós-temporada desde 1993 e a primeira desde que chegaram no Tennessee.
A partida acabou sendo um duelo defensivo no primeiro tempo, com os Rams convertendo três field goals nos dois primeiros quartos e só marcando um touchdown no terceiro quarto para levar a liderança a 16 a 0 no placar. Os Titans responderam marcando dezesseis pontos seguidos para empatar o jogo perto do final do tempo regulamentar, sendo esta a maior vantagem perdida por um time num Super Bowl até aquele momento. Na campanha seguinte, com menos de dois minutos no relógio, os Rams recuperaram a liderança com um passe em profundidade de 73 jardas recebido pelo wide receiver Isaac Bruce para touchdown. O Super Bowl XXXIV é mais lembrado por sua última jogada, com os Titans chegando na linha de dez jardas de St. Louis faltando seis segundos no relógio, mas o linebacker Mike Jones derrubou o wide receiver Kevin Dyson na linha de uma jarda para evitar um empate. A jogada ficou conhecida como "One Yard Short" e "The Tackle". Kurt Warner, dos Rams, que se tornou o primeiro quarterback não-draftado e o primeiro em seu ano de estreia como titular a vencer um Super Bowl, foi nomeado como o MVP do Super Bowl após estabelecer vários recordes no Super Bowl como de jardas passadas e passes tentados sem sofrer uma interceptação. Ele se tornou apenas o sexto jogador na história da liga a ser nomeado Jogador Mais Valioso de um Super Bowl e também da temproada regular numa mesma temporada e o último a conquistar este feito nos próximos vinte e três anos.
O jogo as vezes é referido como o "Dot-com Super Bowl" devido ao grande número de peças de publicidade nos intervalos feitos por empresas ponto com de tecnologia. Referido como um dos melhores Super Bowls de todos os tempos, foi chamado no programa NFL's Greatest Games como o "The Longest Yard", em referência a jogada final da partida. O jogo atraiu uma audiência de 88,5 milhões de espectadores nos Estados Unidos.

## Resumo das pontuação
- STL - FG: Jeff Wilkins 27 jardas 3-0 STL
- STL - FG: Jeff Wilkins 29 jardas 6-0 STL
- STL - FG: Jeff Wilkins 28 jardas 9-0 STL
- STL - TD: Torry Holt, passe de 9 jardas de Kurt Warner (ponto extra: chute de Jeff Wilkins) 16-0 STL
- TEN - TD: Eddie George, corrida de 1 jarda (conversão de 2 pontos falhou) 16-6 STL
- TEN - TD: Eddie George, corrida de 2 jardas (ponto extra: chute de Al Del Greco) 16-13 STL
- TEN - FG: Al Del Greco 43 jardas 16-16
- STL - TD: Isaac Bruce, passe de 73 jardas de Kurt Warner (ponto extra: chute de Jeff Wilkins) 23-16 STL